# Amy Pascal
Amy Pascal, née le 25 mars 1958 à Los Angeles, est une productrice de cinéma et personnalité du monde des affaires américaine.

## Biographie
Amy Pascal naît le 25 mars 1958 à Los Angeles, en Californie. Son père, Anthony H. Pascal, est un chercheur économique à la RAND Corporation qui écrit sur l'inégalité sociale des Afro-Américains et le coût du SIDA,. Sa mère, Barbara Pascal, est bibliothécaire et propriétaire d'une librairie d'art, Artworks,,,. Sa famille est juive,,. Amy Pascal fréquente la Crossroads School à Santa Monica,, puis travaille comme comptable à la Crossroads School tout en obtenant son diplôme en relations internationales à l'UCLA,,,.

### Vie personnelle
Elle réside à Los Angeles, est mariée et a un enfant.

## Filmographie
- 2016 : SOS Fantômes (Ghostbusters) de Paul Feig
- 2017 : Spider-Man: Homecoming de Jon Watts
- 2017 : Le Grand Jeu (Molly's Game) d'Aaron Sorkin
- 2017 : Pentagon Papers (The Post) de Steven Spielberg
- 2018 : Venom de Ruben Fleischer
- 2018 : Millénium : Ce qui ne me tue pas (The Girl in the Spider's Web) de Fede Alvarez
- 2018 : Spider-Man: New Generation de Peter Ramsey, Bob Persichetti et Rodney Rothman
- 2019 : Spider-Man: Far From Home de Jon Watts
- 2019 : Les Filles du docteur March de Greta Gerwig
- 2021 : Venom: Let There Be Carnage d'Andy Serkis
- 2021 : Spider-Man: No Way Home de Jon Watts
- 2023 : Spider-Man: Across the Spider-Verse de Joaquim Dos Santos, Kemp Powers et Justin K. Thompson
- 2024 : Venom: The Last Dance de Kelly Marcel
- 2026 : Projet Dernière Chance (Project Hail Mary) de Phil Lord et Chris Miller
- Date sujette à modification : Spider-Man: Beyond the Spider-Verse de Joaquim Dos Santos, Kemp Powers et Justin K. Thompson